# LHX3
LHX3‏ (LIM homeobox 3) هوَ بروتين يُشَفر بواسطة جين LHX3 في الإنسان.